# Radola Gajda
Radola Gajda, eller Rudolf Geidl, (født 14. februar 1892, død 15. april 1948) var en tjekkoslovakisk militærmand og politiker.
Ved udbruddet af 1. verdenskrig deltog Gajda som feltskær på den østrigske front mod Serbien, men sympatiserede med den tjekkiske frihedsbevægelse og det lykkedes ham i 1916 at flygte til Rusland via Korfu, hvor han i russisk tjeneste kæmpede mod centralmagterne.
I Ukraine til de tjekkoslovakiske legioner og deltog som brigadechef i den sibiriske socialdemokratiske revolution, hvor han avancerede til general og øverstkommanderende for Jekaterinburg-området. Gajda gik senere over til den kontrarevolutionære general Aleksandr Koltjak, men ragede 1919 uklar med denne.
Efter, at en revolte i Vladivostok vendt mod Koltjak mislykkedes, måtte Gajda flygte. Via Japan kom han tilbage til Tjekkoslovakiet. Her blev han efter sin hjemkomst i 1924 udnævnt til chef for den generalstaben. I 1926 blev han anklaget for at have solgt militære hemmeligheder til bolsjevikkerne. Han blev dømt for højforræderi og degraderet.
Senere forsøgte Gajda at blive rehabiliteret, og var en af de ledende inden for Tjekkoslovakiets fascistiske parti. Gajda skrev sine memoirer i 1923.